# Rita
Rita Yahan-Farouz Kleinstein, coneguda com a Rita, és una cantant i actriu molt popular a Israel. Va néixer a Teheran el 1962 i va immigrar a Israel el 1970.

## Joventut
Rita Jehan-Forouzva néixer a Teheran, Iran, en una família d'origen jueu sefardita (jueu-persa). Als vuit anys, la seva família va emigrar a Israel amb ella, i va residir a la ciutat de Ramat HaSharon, Israel, el 1970. La seva neboda és actriu i cantant israeliana Liraz Charhi.
Va començar a cantar professionalment com a membre d'una banda militar mentre servia a les Forces de Defensa d'Israel durant la dècada de 1980, i va assolir fama ràpidament. Rita es va casar amb el cantant, compositor i teclista israelià Rami Kleinstein, amb qui té dues filles, Meshi i Noam. La parella va actuar junts el 2001. El 2007, van anunciar que es separaven-
El 1989 Rita fou escollida l'actriu israeliana de l'any, i ha estat escollida cantant de l'any diversos cops. El 1990 representà Israel a Eurovisió amb la cançó Xara Barehovot (cantant als carrers). També té alguns discs d'or i de platí per àlbums com Miletones i Great Love. Com a actriu ha participat en obres com ara My Fair Lady o Chicago, en la qual el 2004 va representar el paper de Roxie Hart en la versió hebrea d'Ehud Manor, que vengué 55.000 entrades en només 40 actuacions .
Rita estava casada amb el famós pianista, compositor i cantant Rami Kleinstein.